# Joan Jonas

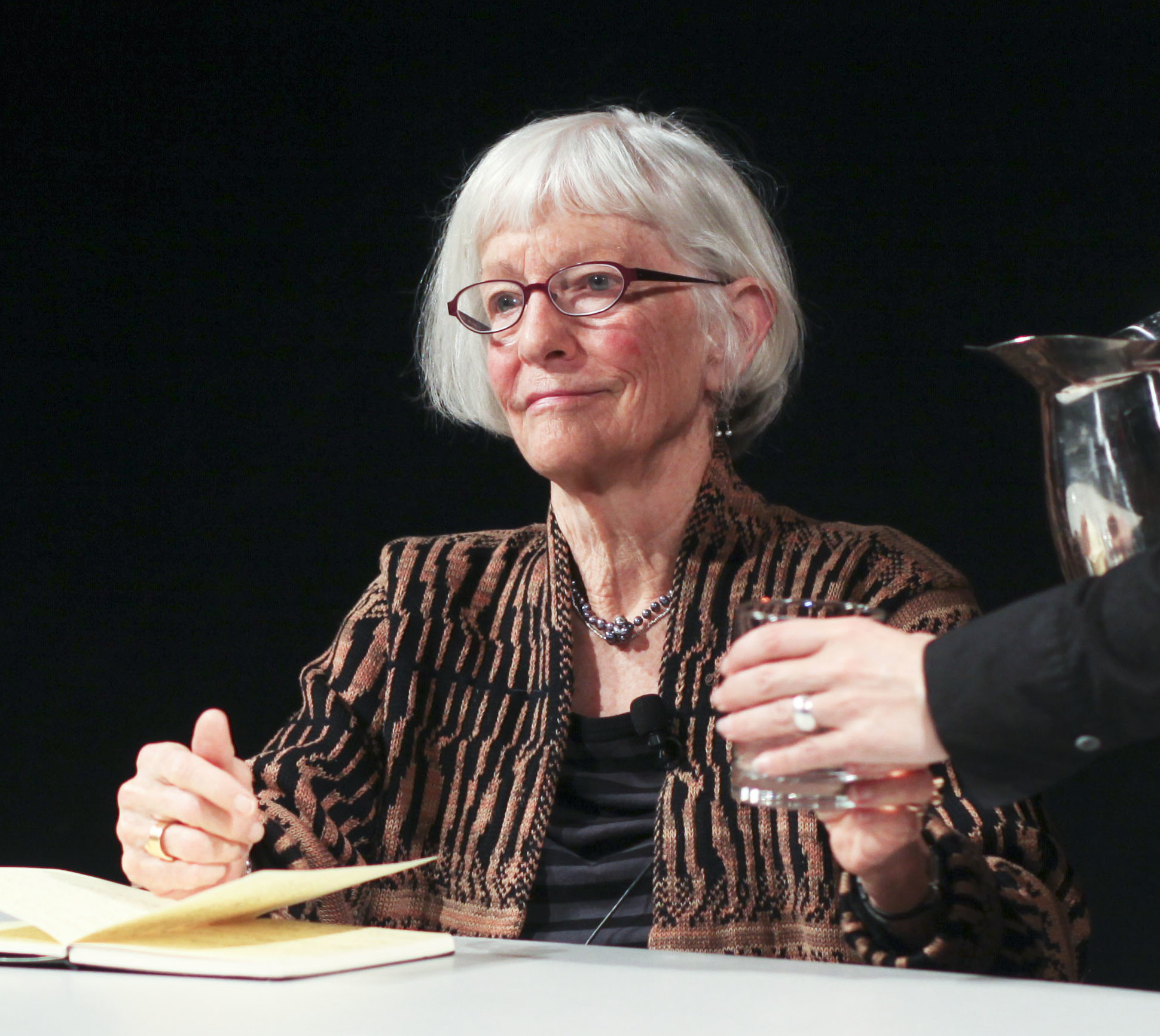
Joan Jonas (2010)

Joan Jonas (* 13. Juli 1936 in New York City als Joan Amerman Edwards) ist eine US-amerikanische Künstlerin, deren Arbeiten als wegweisend für Performance und Videokunst bekannt wurden.

## Leben
Jonas wuchs in New York auf, studierte von 1954 bis 1958 zunächst Kunstgeschichte am Mount Holyoke College. 1961 schloss sie ein Studium der Bildhauerei an der School of the Museum of Fine Arts in Boston und 1964 ein Studium der Malerei an der New Yorker Columbia University ab.
Sie lebt und arbeitet in New York City.

## Werk
Ihre frühen Werke Anfang der 1960er Jahre in New York waren beeinflusst durch die non-linearen Arbeiten von John Cage und Claes Oldenburg. Sie begann ihre künstlerische Laufbahn in New York City als Bildhauerin. Später arbeitete sie als Professorin am Massachusetts Institute of Technology (MIT) am Fachbereich Architektur und Planung.
Um 1968 wandelte sich Joan Jonas zur experimentellen Künstlerin. Sie mischte Performance mit medial projizierten Bildern und führte sie in Natur- oder Industrie-Umgebungen auf. In ihren Frühwerken, etwa „Wind“ aus 1968, filmte Jonas Schauspieler, die steif durch ein Blickfeld laufen. Der Eindruck der „Steifheit“ wird durch den Widerstand eines „Gegenwinds“ erzeugt, durch den die Choreographie eine „psychologische Mystik“ bekam.
In Organic Honey von 1972 gab sich die Künstlerin als „elektronisch-erotische Verführerin“, deren puppenhaftes Gesicht wechselnde weibliche Rollenmuster reflektierte. Zeichnungen, Kostüme, Masken und Interaktion mit elektronischen Videobildern erzeugten Effekte, die eine optische Verdoppelung der Perzeption und Bedeutungsebenen erlaubten. Die „Spiegelung“ durch Video wurde ihr dabei zum Symbol des (Selbst-)Porträts und der Repräsentation des Körpers. „Reales“ und „Imaginäres“ gingen ineinander über. Dadurch vermittelten ihre Performances eine ihnen eigene Stimmung der Gefahr und der Spannung in Rückkopplung zum Publikum. Songdelay von 1973 zeigte Filmaufnahmen sowohl mit Frosch- als auch mit Weitwinkelobjektiven, wobei diese extremen Gegensätze der Schärfentiefe absichtlich die übliche Wahrnehmung durchbrachen. Jonas verarbeitete in Songdelay ihre Erlebnisse in Japan, wo sie Schauspieler des Noh-Theaters sah, die Holzblöcke aneinanderschlugen und zugleich bizarre Bewegungsmuster vollführten.
In „Lines in the Sand“ von 2002, einer Installation und Performance für Documenta11, untersuchte Jonas die Thematik des Selbst und dessen Körper-Repräsentation. Grundlage war Hilda Doolittles episches Gedicht „Helen in Egypt“ (1951–55), das den Mythos der trojanischen Helena rekonstruiert. In The Shape, The Scent, The Feel of Things, einer Auftragsarbeit der Chicagoer „Renaissance Society“ von 2004, bezog sich Jonas auf Aby Warburgs Studie der Hopi-Bildwelten. Jonas sieht in Warburgs Arbeit Parallelen zu ihrer eigenen.

## Ausstellungen, Rezeption, Lehre
Im Jahr 1972 war Joan Jonas Teilnehmerin der Documenta 5 in Kassel in der Abteilung Individuelle Mythologien: Selbstdarstellung - Performances - Activities - Changes. Sie war auch auf der Documenta 6 (1977), der Documenta 7 im Jahr 1982 und der Documenta 8 (1987) mit Werken vertreten. 2009 erstmals auf der Biennale Venedig vertreten, bespielte sie dort 2015 den Pavillon der USA.
Jonas Arbeiten beeinflussten Richard Serra, Robert Smithson, Dan Graham und Laurie Anderson. In Europa weithin bekannt, galt sie im eigenen Land weniger. Jonas’ Projekte und Experimente schufen die Grundlage des Genres „Video-Performance“. Ihr Einfluss erstreckte sich darüber hinaus auf Konzeptkunst, Theater und andere visuelle Medien. 1994 wurde Jonas mit einer großen Retrospektive im Amsterdamer Stedelijk Museum geehrt. Bei dieser Gelegenheit transformierte sie mehrere ihrer Performance-Arbeiten in Installationen für das Museum. Soloausstellungen hatte sie 2003 in der Galerie von Rosamund Felsen in Los Angeles und in der „Pat Hearn Gallery“ in New York City. Das „Queens Museum of Art“ zeigte mit „Joan Jonas: Five Works“ (2003/04) die erste große Ausstellung in einem New Yorker Museum. Diese Ausstellung bestand aus einem Videoraum und einem Überblick ihrer Zeichnungen, Fotografien und Skizzenblöcke. 2008, als Stargast des Performance-Festivals „In Transit 08“ im Berliner Haus der Kulturen der Welt vollführte die 72-Jährige einen „multimedialen Gewittersturm“ mit Pianobegleitung. Für die Saison 2014/2015 in der Wiener Staatsoper gestaltete Joan Jonas im Rahmen der von museum in progress konzipierten Ausstellungsreihe „Eiserner Vorhang“ ein Großbild von 176 Quadratmetern.
1995 erhielt sie einen Ruf auf einen Lehrstuhl für Bildhauerei (Nachfolge Jürgen Brodwolf) an der Staatlichen Akademie der Bildenden Künste Stuttgart. Sie lehrte dort bis 2002. 2006 wurde sie Professor für „Visuelle Künste“ am Massachusetts Institute of Technology (MIT).

## Werke (Auswahl)
- In the trees II (2018)[10]
- The Shape, The Scent, The Feel of Things (2004)
- Lines in the Sand (2002)
- My New Theater, portable Reihe (1997–1999)
- Woman in the Well (1996/2000)
- Revolted by the Thought of Known Places… (1992)
- Volcano Saga (1985)
- The Juniper Tree (1976)
- Organic Honey’s Visual Telepathy (1972)

## Ausstellungen (Auswahl)
- 2000 Joan Jonas, Performance Video Installation, Galerie der Stadt Stuttgart/Kunstmuseum Stuttgart[9]
- 2009: 53. Biennale Venedig
- 2014: Joan Jonas., HangarBicocca, Mailand[11]
- 2014/15: Eiserner Vorhang in der Wiener Staatsoper, Eröffnung am 14. November 2014[12]
- 2015: 56. Biennale Venedig (Kuratoren für den Pavillon der USA: Paul C. Ha und Ute Meta Bauer)
- 2018: Joan Jonas, Tate Modern[13]
- 2022/23: Joan Jonas, Haus der Kunst München; kuratiert von Andrea Lissoni und Julienne Lorz mit Elena Setzer
- 2024: Good Night Good Morning, Einzelausstellung im Museum of Modern Art[14]

## Auszeichnungen
Jonas erhielt mehrfach Fellowships and Stipendien für Choreographie, Videokunst und bildende Kunst, zum Beispiel vom National Endowment for the Arts, der Rockefeller Foundation, der Guggenheim Foundation, dem „CAT Fund“, dem „Artist TV Lab am WNET/13“ (New York City), dem „Television Workshop at WXX1“ (Rochester) sowie dem Deutschen Akademischen Austauschdienst (DAAD). An internationalen Preisen erhielt sie den „Hyogo Prefecture Museum of Modern Art Prize“ beim Tokyo International Video Art Festival, den „Polaroid Award für Videokunst“ und den „Maya Deren Award für Videokunst“ des American Film Institute. 2009 erhielt Jonas den erstmals ausgelobten Lifetime Achievement Award des New Yorker Solomon R. Guggenheim Museums für ihre außerordentlichen Leistungen in der Gegenwartskunst. 2015 wurde sie in die American Academy of Arts and Sciences und 2016 in die American Academy of Arts and Letters gewählt. Bei der Biennale di Venezia des gleichen Jahres wurde sie mit Special Mentions bedacht. Für 2018 wurde ihr der Kyoto-Preis in der Kategorie Kunst zugesprochen.